# Marazoleja (kommunhuvudort)
Marazoleja är en kommunhuvudort i Spanien.   Den ligger i provinsen Provincia de Segovia och regionen Kastilien och Leon, i den centrala delen av landet, 80 km nordväst om huvudstaden Madrid. Marazoleja ligger 913 meter över havet och antalet invånare är 122.
Terrängen runt Marazoleja är platt, och sluttar norrut. Runt Marazoleja är det ganska glesbefolkat, med 29 invånare per kvadratkilometer. Närmaste större samhälle är Segovia, 18,5 km öster om Marazoleja. Trakten runt Marazoleja består till största delen av jordbruksmark.